# 그랑블루 (텔레비전 프로그램)
《그랑블루》는 SBS TV에서 방송되었던 예능 프로그램이며, 3부작 파일럿을 편성했으나, 이후 정규 편성이 불발되었다.

## 참고 사항
- SBS는 해당 프로그램 이후 한동안 후속 프로그램을 편성하지 않았다가 《진짜 농구, 핸섬타이거즈》를 통해[1] 금요일 심야 시간대 프로그램을 재편성했다.

## 그랑블루 개요

### 기획 의도
- 연예인들이 아름다운 자연환경을 간직한 필리핀 바다로 떠나 직접 스쿠버다이빙을 하고 수중생태를 지키는 수중 버라이어티 프로그램
- 끝없이 펼쳐진 깊고 푸른 바다, 에메랄드 빛 산호 섬, 원시의 자연과 낭만이 살아있는 곳! 2019년, 당신의 로망이 현실이 되는 가장 짜릿하고 시원한 프로그램이다.

## 역대 출연자
| 출연진 및 패널                                   | 방송 기간                         | 방송 회차 |
| ------------------------------------------------ | --------------------------------- | --------- |
| 박태환, 이종혁, 오스틴강, 최성원, 한석준, 안형섭 | 2019년 6월 20일 ~ 2019년 7월 12일 | 1 ~ 3회   |

## 시청률
| 회차 | 방송일          | AGB 시청률     |
| 회차 | 방송일          | 대한민국(전국) |
| ---- | --------------- | -------------- |
| 1    | 2019년 6월 28일 | 1.3%           |
| 1    | 2019년 6월 28일 | 1.1%           |
| 2    | 2019년 7월 5일  | 1.1%           |
| 2    | 2019년 7월 5일  | 1.3%           |
| 3    | 2019년 7월 12일 | 0.8%           |
| 3    | 2019년 7월 12일 | 0.8%           |